# Slag bij Stanwick
De Slag bij Stanwick vond in 71 plaats bij Stanwick, (Engeland) tussen het Romeinse leger en de Brigantes. De Romeinen wonnen de slag.